# Сергеев, Алексей Владимирович
Алексей Владимирович Сергеев (1971, Монино, Московская область — 7 августа 2025) — советский и российский регбист, выступавший на позиции центрового. Провёл всю игровую и тренерскую карьеру в клубе «ВВА-Подмосковье». Мастер спорта России.

## Биография
Уроженец Монино, воспитанник школы клуба «ВВА-Подмосковье», первый тренер — Николай Неруш. За клуб выступал с 1989 по 2005 годы на позиции центра. Обладатель Кубка России 1992 года, чемпион России 1993 года (9 попыток в сезоне). Мастер спорта России. Окончил Институт физической культуры, с 2001 года занимался тренерской деятельностью в клубе «ВВА-Подмосковье».
Выступал за сборные России по регби-15 и регби-7 с 1992 по 2003 годы. Провёл за сборную России по регби-15 матчи против Германии 24 октября 1992 года (победа 13:10) и против Марокко 15 мая 1993 года (победа 24:16). Был в заявке на матчи против второй сборной Франции 28 мая 1994 года (поражение 9:11) и против Нидерландов 22 октября 1994 года. Позже сыграл матчи против Марокко 12 мая 1996 года (победа 13:10), против Испании 4 февраля 2001 года (победа 30:29), против Нидерландов 18 февраля 2001 года (победа 41:20, занёс попытку), против Грузии 4 марта 2001 года (поражение 23:25), против Румынии 18 марта 2001 года (поражение 13:42) и против Португалии 8 апреля 2001 года (победа 45:27, заменил Виталия Сорокина на 64-й минуте). Был в заявке сборной по регби-7 на чемпионат мира 2001 года.
Также провёл матчи против Нидерландов 1 июня 2002 года (победа 65:3, занёс попытку), против Ирландии 21 сентября 2002 года (поражение 3:35, уступил место на 68-й минуте Вернеру Питерсу), против Грузии 13 октября 2002 года (поражение 13:17), а также матчи против Испании 27 октября 2002 года (победа 36:3) и 24 ноября 2002 года (поражение 22:38). 19 февраля 2003 года сыграл последнюю игру за сборную против Испании (победа 52:19, занёс попытку). По данным ESPN, сыграл всего 18 матчей и набрал 15 очков.
Скоропостижно скончался 7 августа 2025 года.